# ELLEGARDEN (アルバム)
『ELLEGARDEN』（エルレガーデン）はELLEGARDENのインディーズデビュー作品となる1作目のミニアルバムである。

## 概要
2001年5月23日発売。この作品でインディーズデビュー。タイトルは自分達のバンド名「ELLEGARDEN」から。
ストリーミング配信がされていない。

## 収録曲
| 全作詞: 細美武士。 |                          |          |          |
| #                  | タイトル                 | 作詞     | 作曲     |
| 1.                 | 「The End Of The World」 | 細美武士 | 生形真一 |
| 2.                 | 「Stupid」               | 細美武士 | 細美武士 |
| 3.                 | 「花」                   | 細美武士 | 細美武士 |
| 4.                 | 「PUNK」                 | 細美武士 | 細美武士 |
| 5.                 | 「ナイフ」               | 細美武士 | 細美武士 |

- 「The End Of The World」は 1stフルアルバム『DON'T TRUST ANYONE BUT US』にシークレットトラックとして別バージョンが収録されている。
- 「Stupid」は本作『ELLEGARDEN』発売以前に、ライブ会場で自主制作版CDとして『Stupid』というCDが手売りされていた。